# Ànec del paradís
L'ànec del paradís (Tadorna variegata) és una espècie d'ocell de la família dels anàtids (Anatidae) que habita corrents fluvials i llacs de Nova Zelanda, incloent l'illa Stewart.